# Miejskie Muzeum Szkolne we Wrocławiu
Miejskie Muzeum Szkolne we Wrocławiu (niem. Staedtisches Schulmuseum) – muzeum założone w 1889 we Wrocławiu przez władze miejskie Wrocławia celem gromadzenia i prezentowania pomocy dydaktycznych związanych z nauczaniem różnych przedmiotów szkolnych, a także dokumentów, książek i materiałów dotyczących historii szkolnictwa oraz teorii pedagogicznych. Na bazie zbiorów i kadry placówka prowadziła kursy podwyższające kwalifikacje nauczycieli szkół podstawowych, a także wydawało materiały dydaktyczne. 
Muzeum działało od 1889 do początków 1945 r., przy czym pierwsze ekspozycje udostępniono w 1891. Początkowo nie posiadało odrębnej siedziby, lecz współdzieliło pomieszczenia z innymi instytucjami, najpierw na ul. Sadowastrasse (ulica Swobodna), a od 1892 na Lessing-Platz (pl. Powstańców Warszawy). W 1911 przeprowadziło się na Paradiesstrasse (ulica Stanisława Worcella), gdzie funkcjonowało aż do likwidacji.
Po wojnie władze polskie zorganizowały w budynku przy ul. Komuny Paryskiej 36-38 Muzeum Pedagogiczne prowadzone przez Ośrodek Dydaktyczno-Metodyczny. Działało ono od października 1945 do 31 marca 1947, nie jest jednak pewne, czy bazowało na zbiorach niemieckiej placówki.